# بورکینا ایرلاینز
بورکینا ایرلاینز (به انگلیسی: Burkina Airlines) یک شرکت هواپیمایی با کد یاتا 3B است که در تاریخ ۲۰۰۳ میلادی تأسیس شده است. دفتر مرکزی این شرکت، در شهر اوآگادوگو کشور بورکینافاسو قرار دارد.